# 양산 안적암 대웅전
양산 안적암 대웅전(梁山 安寂庵 大雄殿)은 대한민국 경상남도 양산시 하북면 용연리, 원적산 능선 위에 있는 조선시대의 암자로 내원사 계곡에 있었다는 89암자 중의 하나이다.
1979년 5월 2일 경상남도의 유형문화재 제119호 안적안 대웅전으로 지정되었다가, 2018년 12월 20일 현재의 명칭으로 변경되었다.

## 개요
원적산 능선 위에 있는 조선시대의 암자로 내원사 계곡에 있었다는 89암자 중의 하나이다. 선덕여왕 15년(646)에 원효대사가 지었으며, 인조 24년(1646)에 영훈대사가 다시 지었다. 그 후 여러 차례의 수리를 거쳐 오늘에 이르고 있다.
법당의 현판은 대웅전으로 되어있으며, 앞면 6칸·옆면 3칸 규모이다. 지붕은 옆면이 여덟 팔(八)자 모양인 팔작지붕이며, 기둥 위에서 지붕 처마를 받치는 공포가 기둥 위에만 있는 주심포 양식의 건물이다.
조선 후기 건축양식을 잘 갖추고 있으며, 비교적 변형없이 잘 보존되어 있어 불교건축사에 중요한 연구자료로 이용되고 있다.

## 같이 보기
- 양산 안적암 동종 - 경상남도 문화재자료 제169호
- 양산 안적암 아미타불회도 - 경상남도 문화재자료 제630호

## 참고 문헌
- 안적암 - 국가유산청 국가유산포털